# Đài tưởng niệm những người đã hi sinh trong Chiến tranh thế giới thứ nhất và thứ hai ở Lamač
Đài tưởng niệm những người đã hi sinh trong Chiến tranh thế giới thứ nhất và thứ hai ở Lamač (tiếng Slovakia: Pomník padlým v 1. a 2. svetovej vojne v Lamač) là một tượng đài được xây dựng để tưởng nhớ những người đã hi sinh trong hai cuộc Chiến tranh thế giới, tọa lạc ở phía trước nhà thờ Thánh Margita trên phố Vrančovičova, quận Lamač, thành phố Bratislava, Slovakia. Ngày 16 tháng 4 năm 1985, đài tưởng niệm này được ghi danh vào Danh sách Di tích Trung ương theo quyết định của Bộ Văn hóa Cộng hòa Slovakia.

## Lịch sử
Tượng đài được dựng vào năm 1928, nhân kỷ niệm 10 năm kết thúc Chiến tranh thế giới thứ nhất. Sau này, một tấm bảng tưởng niệm những người lính đã hi sinh trong Chiến tranh thế giới thứ hai được lắp đặt thêm vào tượng đài. Tác giả của tác phẩm điêu khắc này là nhà điêu khắc nổi tiếng người Bratislava Alojz Rigele. Ông cũng là tác giả của nhiều tượng đài khác ở Bratislava.

## Miêu tả
Tượng đài bao gồm một bệ hình lăng trụ, trên đó đặt một tác phẩm điêu khắc làm bằng sa thạch mô tả Chúa Giêsu Kitô đang ôm một người lính trong cơn hấp hối. Ở mặt trước là bức chân dung của Štefánik, vị anh hùng của dân tộc Slovakia. Bên dưới bức chân dung này là lời cầu nguyện cho những người lính đã hi sinh.